# Acrocera
Acrocera este un gen de muște din familia Acroceridae.

## Specii[1]
- Acrocera altaica
- Acrocera arizonensis
- Acrocera ashleyi
- Acrocera bacchulus
- Acrocera bakeri
- Acrocera bicolor
- Acrocera bimaculata
- Acrocera borealis
- Acrocera brasiliensis
- Acrocera bucharica
- Acrocera bulla
- Acrocera cabrerae
- Acrocera chiiensis
- Acrocera convexa
- Acrocera fasciata
- Acrocera flaveola
- Acrocera fumipennis
- Acrocera honorati
- Acrocera infurcata
- Acrocera kaszabi
- Acrocera khamensis
- Acrocera laeta
- Acrocera lindneri
- Acrocera londti
- Acrocera manevali
- Acrocera melanderi
- Acrocera melanogaster
- Acrocera minuscula
- Acrocera mongolica
- Acrocera natalensis
- Acrocera nigrina
- Acrocera nigrofemorata
- Acrocera obnubila
- Acrocera obscura
- Acrocera obsoleta
- Acrocera orbicula
- Acrocera paitana
- Acrocera pallidivena
- Acrocera plebeia
- Acrocera prima
- Acrocera rhodesiensis
- Acrocera sanguinea
- Acrocera sordida
- Acrocera stansburyi
- Acrocera stelviana
- Acrocera subfasciata
- Acrocera tarsalis
- Acrocera transbaicalica
- Acrocera trifasciata
- Acrocera turneri
- Acrocera unguiculata
- Acrocera vansoni